# Vialas
 Vialas  es una población y comuna francesa, en la región de Languedoc-Rosellón, departamento de Lozère, en el distrito de Florac y cantón de Le Pont-de-Montvert.
Entre 1827 y 1894 se explotaron minas de plomo argentífero.

## Demografía
| 1 550 | 1 709 | 1 790 | 2 051 | 2 126 | 2 130 | 1 990 | 2 005 | 1 980 | 2 299 | 2 448 | 2 310 | 2 152 | 2 096 | 2 002 | 1 720 | 1 463 | 1 359 | 1 285 | 1 179 | 890 | 848 | 796 | 809 | 617 | 507 | 478 | 352 | 304 | 356 | 384 | 425 |
| Para los censos de 1962 a 1999 la población legal corresponde a la población sin duplicidades (Fuente: INSEE [Consultar]) |       |       |       |       |       |       |       |       |       |       |       |       |       |       |       |       |       |       |       |     |     |     |     |     |     |     |     |     |     |     |     |